# راغودة رصاصية
راغودة رصاصية (الاسم العلمي: Rhagodes plumbescens) هي نوع من العنكبوتيات يتبع جنس الراغودة من الفصيلة الراغودية.